# La Bruja de Oro

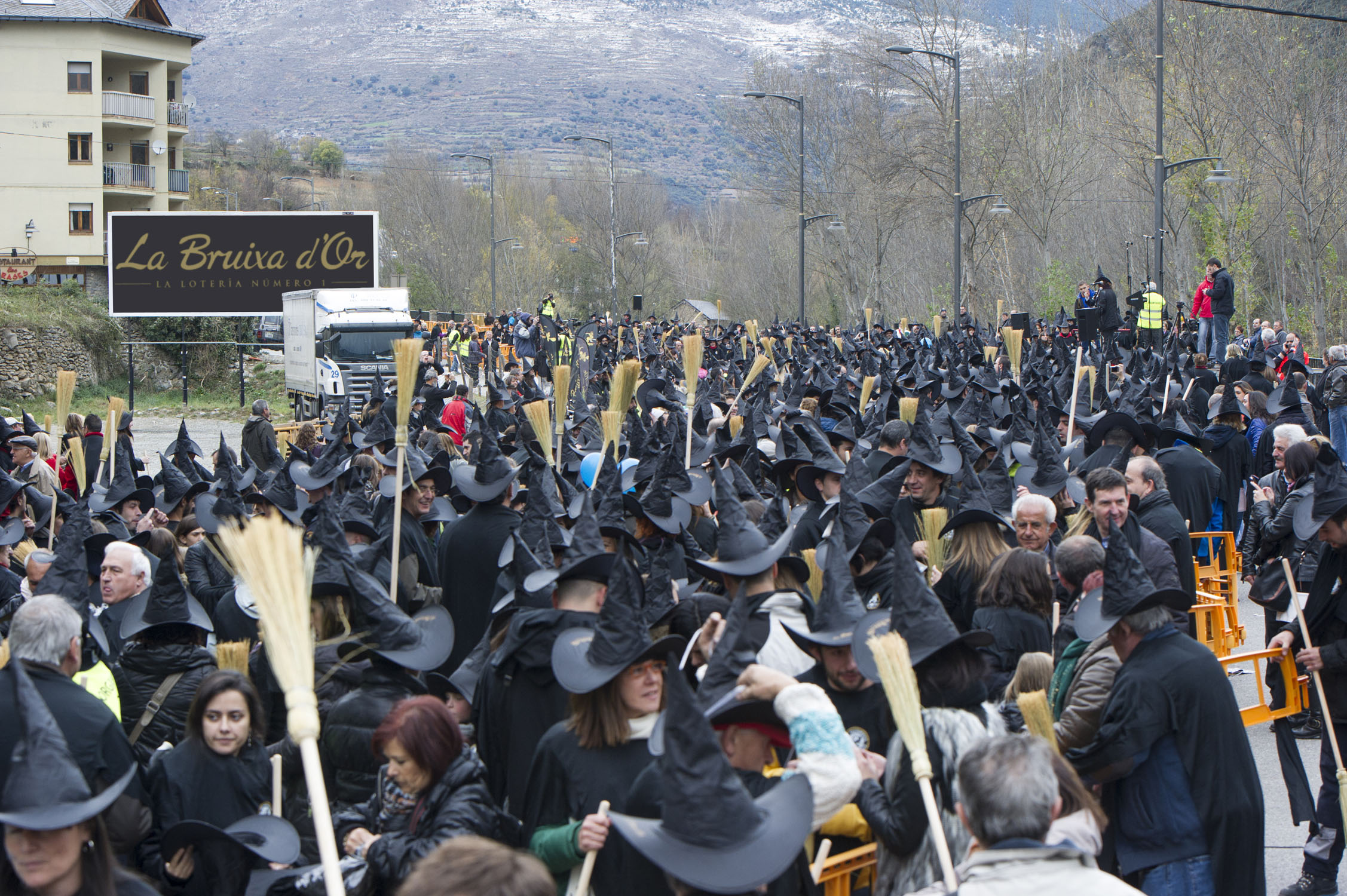
Record Guiness La Bruixa d'Or

La Bruja de Oro (también conocida en catalán como La Bruixa d'Or) es una administración española de la red oficial de sucursales de Loterías y Apuestas del Estado. En 2001 se convirtió en la administración número uno en facturación y en venta de billetes de lotería, factores que le brindaron notoriedad pública. Su popularidad se vio incrementada por el hecho de que el nombre de la localidad en la que se fundó, Sort, significa suerte en catalán.
La Bruja de Oro ha repartido numerosos e importantes premios a lo largo de los últimos veinte años, alcanzando una considerable reputación y eco mediático, siendo además líder de ventas en internet.

## Historia
La Bruja de Oro fue fundada en el año 1986 por Xavier Gabriel en Sort, Lérida, una población de 900 habitantes, actualmente sobre los 1.500. En un principio, la administración tuvo otros nombres, como "Stop" o "Estel", pero fue en 1992 cuando se bautizó definitivamente con el nombre de La Bruixa d'Or (que en castellano significa La Bruja de Oro). El origen del nombre proviene de una pequeña estatua en forma de bruja que Xavier compró en una tienda de recuerdos; una figura que le inspiró a la hora de crear una nueva marca.
Es en 1994 que La Bruja de Oro logró por primera vez repartir el premio gordo de la lotería de "El Niño", sorteo navideño bastante popular en España, teniendo el mismo éxito en los años 1996, 1998 y 2000. Pero fue en el año 2003 y 2004 cuando el azar y la suerte convirtió La Bruja de Oro en la administración más conocida en España, ya que en esos dos años repartió el primer premio, el popularmente conocido como "El Gordo", de la lotería más famosa del país, el "El Sorteo Extraordinario de Navidad". Posteriormente, repetiría éxito en el año 2007, volviendo a repartir el primer premio del mismo sorteo.

### El Premio más madrugador de la historia
El primer premio de Navidad más tempranero de la historia fue el del 2004. Salió a las 9.15 horas, a los tres minutos de iniciarse el sorteo, con la bola 39 del segundo alambre de la primera tabla. Este gordo tan madrugador sembró el desconcierto entre los seguidores del sorteo repartido íntegramente en Sort por La Bruja de Oro.

### Administración con más premios repartidos en España
Desde 1994 ha repartido más de 30 grandes premios. Entre ellos, destacan los tres «Gordos» de la Lotería de Navidad y los dos primeros premios del Sorteo del Niño, además, de otros muchos segundos, terceros, cuartos o quintos premios.

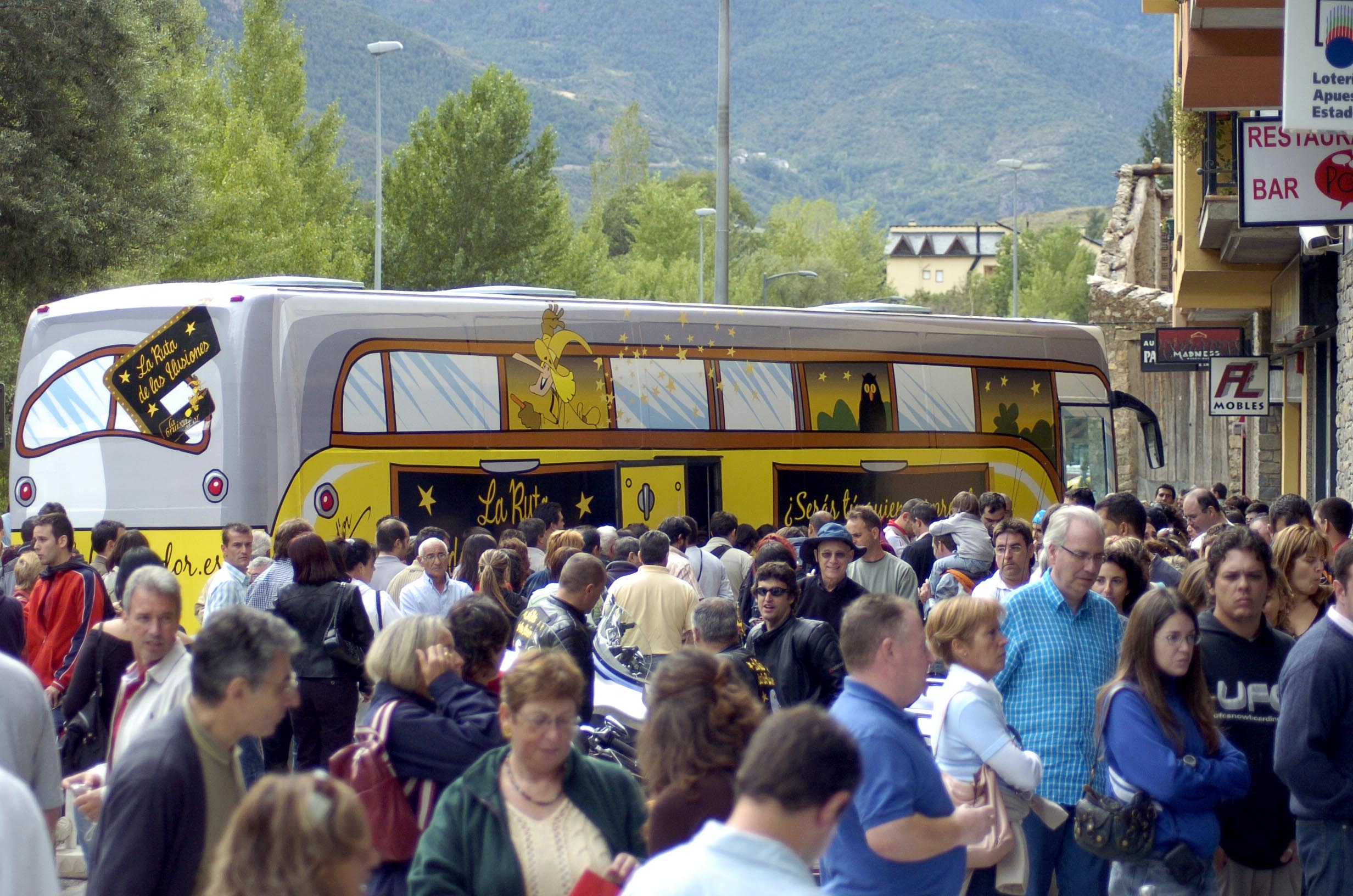
Colas en La Bruixa d'Or

### Ritual de la Suerte
Los compradores de lotería no se pueden marchar de la administración sin frotar sus décimos por la nariz o el palo de la escoba de la bruja que hay justo en la puerta del local. Esta acción es lo que llevará la suerte a la persona que ha comprado el décimo en cuestión.

## Actualidad
En la actualidad, La Bruja de Oro factura aproximadamente el 0,7% del total de la lotería nacional española, una cifra que cuadriplica la facturación de la segunda administración, una delegación situada en el centro de Madrid.
Su facturación en la Lotería de Navidad alcanza los 66 millones de euros (2011) a través de sus tres mecanismos de venta: presencial, telefónico e Internet, siendo este último el que representa el 87% de la facturación total de la empresa a través de su página web que recibe al año más de dos millones de visitas.
La Bruixa d'Or ha diversificado sus actividades; de ser una administración de lotería ha pasado a la promoción y comercialización de productos alimentarios y vitivinícolas hasta el patrocinio de equipos de baloncesto y pilotos de carreras.